# Persone di nome Santiago
| Questa pagina contiene informazioni ricavate automaticamente dalle voci biografiche con l'ausilio del template Bio e di un bot. L'aggiornamento è periodico e automatico e ricostruisce completamente la pagina. Se manca una persona in questa lista, sei pregato di non aggiungerla, ma accertati piuttosto che la sua voce biografica contenga il template Bio e che i dati anagrafici siano correttamente compilati. Se il template Bio manca, inseriscilo tu stesso o, in alternativa, metti l'avviso {{tmp\|Bio}} che ne segnala la mancanza. Se i dati riportati sono sbagliati, correggi direttamente la voce biografica; le modifiche saranno visibili in questa lista entro pochi giorni. Per chiarimenti vedi il progetto antroponimi. La lista contiene solo le 199 persone che sono citate nell'enciclopedia e per le quali è stato implementato correttamente il template Bio. Pagina aggiornata al 16 ott 2024. |

Questa è una lista di persone presenti nell'enciclopedia che hanno il prenome Santiago, suddivise per attività principale.

## Allenatori di calcio(2)
- Santiago Denia, allenatore di calcio e ex calciatore spagnolo (Albacete, n. 1974)
- Santiago Solari, allenatore di calcio, dirigente sportivo e ex calciatore argentino (Rosario, n. 1976)

## Allenatori di calcio a 5(3)
- Santiago Elías, allenatore di calcio a 5 e ex giocatore di calcio a 5 argentino (Buenos Aires, n. 1983)
- Santiago Herrero, allenatore di calcio a 5 e ex giocatore di calcio a 5 spagnolo (Saragozza, n. 1971)
- Santiago Valladares, allenatore di calcio a 5 e ex giocatore di calcio a 5 spagnolo (Padrón, n. 1963)

## Architetti(1)
- Santiago Calatrava, architetto, ingegnere e scultore spagnolo (Benimámet, n. 1951)

## Arcivescovi cattolici(1)
- Santiago García Aracil, arcivescovo cattolico spagnolo (Valencia, n. 1940 - Valencia, † 2018)

## Artisti marziali misti(1)
- Santiago Ponzinibbio, artista marziale misto argentino (La Plata, n. 1986)

## Attori(6)
- Santiago Cabrera, attore cileno (Caracas, n. 1978)
- Santi Millán, attore e conduttore televisivo spagnolo (Barcellona, n. 1968)
- Santiago Ramundo, attore argentino (Buenos Aires, n. 1985)
- Santiago Segura, attore, regista e sceneggiatore spagnolo (Madrid, n. 1965)
- Santiago Talledo, attore argentino (Buenos Aires, n. 1989)
- Santiago Ziesmer, attore, doppiatore e conduttore radiofonico tedesco (Madrid, n. 1953)

## Cardinali(1)
- Santiago Luis Copello, cardinale argentino (San Isidro, n. 1880 - Roma, † 1967)

## Cestisti(8)
- Santi Abad, ex cestista spagnolo (Barcellona, n. 1969)
- Santi Aldama, cestista spagnolo (Las Palmas de Gran Canaria, n. 2001)
- Santiago Aldama, ex cestista spagnolo (Quel, n. 1968)
- Santiago Navarro, cestista spagnolo (El Prat de Llobregat, n. 1936 - † 1993)
- Santiago Scala, cestista argentino (Junín, n. 1991)
- Santiago Toledo, ex cestista spagnolo (Las Palmas de Gran Canaria, n. 1972)
- Santiago Vidal, cestista uruguaiano (Montevideo, n. 1989)
- Santiago Yusta, cestista spagnolo (Madrid, n. 1997)

## Chitarristi(2)
- Santiago Durango, chitarrista statunitense (n. 1957)
- Santiago de Murcia, chitarrista e compositore spagnolo (Madrid, n. 1673 - Madrid, † 1739)

## Ciclisti su strada(4)
- Santiago Blanco, ex ciclista su strada spagnolo (Puerto de Béjar, n. 1974)
- Santiago Buitrago, ciclista su strada colombiano (Bogotà, n. 1999)
- Santiago Lazcano, ciclista su strada spagnolo (Errezil, n. 1947 - San Sebastián, † 1985)
- Santiago Pérez, ex ciclista su strada spagnolo (Grado, n. 1977)

## Compositori(1)
- David Vostell, compositore e regista cinematografico tedesco (Colonia, n. 1960)

## Cuochi(1)
- Santi Santamaria, cuoco spagnolo (Sant Celoni, n. 1957 - Singapore, † 2011)

## Fisarmonicisti(1)
- Santiago Jiménez Sr., fisarmonicista e compositore statunitense (San Antonio, n. 1913 - San Antonio, † 1984)

## Giocatori di calcio a 5(1)
- Santiago Basile, giocatore di calcio a 5 argentino (Buenos Aires, n. 1988)

## Hockeisti su prato(1)
- Santi Freixa, hockeista su prato spagnolo (Terrassa, n. 1983)

## Imprenditori(1)
- Santiago Drake del Castillo, imprenditore, mercante e banchiere spagnolo (L'Avana, n. 1805 - Monts, † 1871)

## Lunghisti(1)
- Yago Lamela, lunghista spagnolo (Avilés, n. 1977 - Avilés, † 2014)

## Medici(1)
- Santiago Ramón y Cajal, medico spagnolo (Petilla de Aragón, n. 1852 - Madrid, † 1934)

## Mezzofondisti(1)
- Santiago Catrofe, mezzofondista uruguaiano (n. 1999)

## Militari(1)
- Santiago de Liniers, militare, ammiraglio e politico argentino (Niort, n. 1753 - Cabeza de Tigre, † 1810)

## Nuotatori(1)
- Santiago Grassi, nuotatore argentino (Santa Fe, n. 1996)

## Pallanuotisti(1)
- Santiago Chalmovsky, ex pallanuotista tedesco (Buenos Aires, n. 1959)

## Pallavolisti(3)
- Santiago Danani, pallavolista argentino (Buenos Aires, n. 1995)
- Santiago Darraidou, pallavolista argentino (Buenos Aires, n. 1980)
- Santiago Orduna, pallavolista argentino (Buenos Aires, n. 1983)

## Piloti motociclistici(2)
- Santiago Barragán, pilota motociclistico spagnolo (Almendralejo, n. 1987)
- Santiago Herrero, pilota motociclistico spagnolo (Madrid, n. 1942 - Douglas, † 1970)

## Pittori(1)
- Santiago Rusiñol, pittore, scrittore e drammaturgo spagnolo (Barcellona, n. 1861 - Aranjuez, † 1931)

## Politici(10)
- Santiago Abascal, politico spagnolo (Bilbao, n. 1976)
- Santiago Cafiero, politico argentino (San Isidro, n. 1979)
- Santiago Carrillo, politico e scrittore spagnolo (Gijón, n. 1915 - Madrid, † 2012)
- Santiago Casares Quiroga, politico spagnolo (La Coruña, n. 1884 - Parigi, † 1950)
- Santiago Derqui, politico argentino (Córdoba, n. 1809 - Corrientes, † 1867)
- Santiago Lanzuela, politico e economista spagnolo (Teruel, n. 1948 - Madrid, † 2020)
- Santiago Llaver, politico argentino (San Martín, n. 1916 - San Martín, † 2002)
- Santiago Mariño, politico venezuelano (Valle del Espíritu Santo, n. 1788 - La Victoria, † 1854)
- Santiago Méndez Ibarra, politico messicano (San Francisco de Campeche, n. 1798 - Città del Messico, † 1872)
- Santiago Peña, politico e economista paraguaiano (Asunción, n. 1978)

## Rapper(1)
- Fashawn, rapper statunitense (Fresno, n. 1988)

## Registi(1)
- Santiago Mitre, regista cinematografico e sceneggiatore argentino (Buenos Aires, n. 1980)

## Rugbisti a 15(6)
- Santiago Cordero, rugbista a 15 argentino (Buenos Aires, n. 1993)
- Santiago Dellapè, ex rugbista a 15 italiano (La Plata, n. 1978)
- Santiago García Botta, rugbista a 15 argentino (Buenos Aires, n. 1992)
- Santiago González Bonorino, ex rugbista a 15 argentino (Buenos Aires, n. 1975)
- Santiago González Iglesias, rugbista a 15 argentino (Buenos Aires, n. 1988)
- Santiago Phelan, ex rugbista a 15 e allenatore di rugby a 15 argentino (San Isidro, n. 1974)

## Sceneggiatori(1)
- Santiago Amigorena, sceneggiatore, produttore cinematografico e regista cinematografico argentino (Buenos Aires, n. 1962)

## Schermidori(1)
- Santiago Massini, schermidore argentino (Salta, n. 1914 - † 2003)

## Scrittori(5)
- Santiago Gamboa, scrittore colombiano (Bogotà, n. 1965)
- Santiago Legarre, scrittore e avvocato argentino (Buenos Aires, n. 1968)
- Santiago Lopo, scrittore spagnolo (Vigo, n. 1974)
- Santiago Posteguillo, scrittore e linguista spagnolo (Valencia, n. 1967)
- Santiago Roncagliolo, scrittore, sceneggiatore e traduttore peruviano (Lima, n. 1975)

## Scultori(1)
- Santiago Rodríguez Bonome, scultore spagnolo (Santiago di Compostela, n. 1901 - Parigi, † 1995)

## Tennisti(4)
- Santiago Fa Rodríguez Taverna, tennista argentino (Buenos Aires, n. 1999)
- Santiago Giraldo, ex tennista colombiano (Pereira, n. 1987)
- Santiago González, tennista messicano (Córdoba, n. 1983)
- Santiago Ventura, ex tennista spagnolo (Castellón de la Plana, n. 1980)

## Velisti(2)
- Santiago Amat, velista spagnolo (Barcellona, n. 1887 - Barcellona, † 1982)
- Santiago Lange, velista argentino (San Isidro, n. 1961)

## Vescovi cattolici(2)
- Santiago Gómez Sierra, vescovo cattolico spagnolo (Madridejos, n. 1957)
- Santiago Jaime Silva Retamales, vescovo cattolico cileno (La Calera, n. 1955)